# Nurgjul Salimowa
Nurgjul Salimowa (bulgarisch Нургюл Салимова, englisch Nurgyul Salimova; geboren am 2. Juni 2003 in Kreptscha) ist eine bulgarische Schachspielerin. 2019 wurden ihr von der FIDE die Titel Internationaler Meister und Großmeisterin der Frauen verliehen. Salimowa gewann 2017 die bulgarische Schachmeisterschaft der Frauen. 2023 gewann sie die Silbermedaille bei der bulgarischen Schachmeisterschaft und war die einzige Frau, die im offenen Bereich antrat. 2023 wurde sie Zweite bei dem FIDE World Cup in Baku. Bei der Fraueneuropameisterschaft 2023 in Budva gewann sie Gold.

## Leben
Salimowa wurde im Dorf Kreptscha, das zur Gemeinde Opaka in der Provinz Targowischte gehört, geboren. Ihre Eltern sind beide türkischer Abstammung und sie bezeichnet sich selbst als türkisch-bulgarisch. Ihr Großvater brachte ihr im Alter von vier Jahren das Schachspielen bei.
2011 gewann Salimowa in Albena die Jugendschach-Europameisterschaft der Mädchen unter 8 Jahren. 2015 gewann sie in Porto Carras die Jugend-Schachweltmeisterschaft der Mädchen unter 12 Jahren. 2015 gewann sie die Jugend-Schach-Europameisterschaft für Mädchen unter 12 Jahren. Sie ist mehrfache Gewinnerin der bulgarischen und europäischen Jugend-Schachmeisterschaft im Schnell- und Blitzschach für Mädchen verschiedener Altersgruppen.
Mit dem OSG Baden-Baden gewann sie in der Saison 2021/22 die deutsche Mannschaftsmeisterschaft der Frauen.